# Magyarországi Mária Rádió
A magyar Mária Rádió a Mária Rádió nemzetközi hálózatának, a rádió szóhasználata szerint Világcsaládjának 46. tagjaként 2006. január 15-én kezdte meg sugárzását Budapesten és környékén. A teljes mértékben önkéntes szolgálatra épülő és kizárólag adományokból élő rádió programjainak vázát imádság (naponta szentmise, zsolozsma, rózsafüzér); keresztény tanítás (katekézis, liturgika, szentírásmagyarázat, előadások); világi segítő műsorok (családpasztoráció, egészséges életmód, ifjúsági műsorok, tanúságtételek) alkotják.
A rádió egyáltalán nem sugároz reklámokat és napi politikával sem foglalkozik. A rádió célja önbevallása szerint a „mai hiteles keresztény élet és tanítás bemutatásán keresztül a hallgatók lelki megújulása és növekedése hitben, reményben és szeretetben”.
A Mária Rádió egyháztól és államtól jogilag és anyagilag független, de a katolikus egyház mondanivalójához teljes mértékben hű médium, amit katolikus pap igazgatója garantál a rádió szerint. A Mária Rádió Világcsaládja II. János Pál és XVI. Benedek pápa beleegyezésével működik.

## Földi sugárzás[1]
A CCIR (Piliscsabán, Dömösön és Monoron: FCC) URH sávban
- Ajkai vételkörzet: 93,2 MHz
- Budapesti vételkörzet: 88,8 MHz (Citadella)
- Ceglédi vételkörzet: 88,3 MHz
- Celldömölki vételkörzet: 92,5 MHz
- Dabasi vételkörzet: 97,5 MHz
- Dömösi vételkörzet: 104,9 MHz
- Esztergomi vételkörzet: 97,4 MHz
- Gyáli vételkörzet: 98,9 MHz
- Kaposvári vételkörzet: 93,1 MHz
- Keszthelyi vételkörzet: 93,4 MHz
- Komáromi vételkörzet: 88,3 MHz
- Monori vételkörzet: 106,3 MHz
- Móri vételkörzet: 92,9 MHz
- Nyíregyházi vételkörzet: 106,8 MHz
- Pápai vételkörzet: 90,8 MHz
- Péceli vételkörzet: 91,7 MHz
- Piliscsabai vételkört: 104,2 MHz
- Sárvári vételkörzet: 95,2 MHz
- Szombathelyi vételkörzet: 88,4 MHz
- Telkibányai vételkörzet: 100,6 MHz
- Törökbálinti vételkörzet: 97,6 MHz
- Várpalotai vételkörzet: 90 MHz
- Veszprémi vételkörzet: 95,1 MHz

A Magyarországi Mária Rádió megtalálható egyes kábeltelevízió-szolgáltatók előfizetői csomagjában is.
- Zalaegerszegi vételkörzet: 97,8 MHz (a Zelka Rt. kábelszolgáltatói hálózatán)

## Internetes elérhetőség
A Magyarországi Mária Rádió adása élőben hallgatható a www.mariaradio.hu honlapon.